# The Lark Ascending
The Lark Ascending (englisch für „Die aufsteigende Lerche“) ist ein Stück für Violine und ein kleines Orchester, geschrieben 1914 vom englischen Komponisten Ralph Vaughan Williams. Die Komposition setzt den Aufstieg einer Lerche in den Himmel musikalisch um.
Vaughan Williams ließ sich vom gleichnamigen 122-zeiligen Gedicht von George Meredith über die Lerche inspirieren. Er wurde durch den Ersten Weltkrieg bei der Komposition unterbrochen, so dass das Stück erst nach einer Überarbeitung aus dem Jahr 1920 am 14. Juni 1921 unter Adrian Boult mit Orchester aufgeführt wurde. Die Uraufführung hatte nur mit Klavierbegleitung stattgefunden. Bei beiden Aufführungen war Marie Hall die Violinistin.
Die Kritik aus The Times zur ersten Aufführung lautete:

“Vaughan Williams's Romance, called "The Lark Ascending" because of its reference to Meredith's poem, stood apart from the rest as the only work in the programme which showed serene disregard of the fashions of today or of yesterday. It dreams its way along in "many links without a break," and though it never rises to the energy of the lines
"He is the dance of children, thanks
Of sowers, about for primrose banks"
the music is that of the clean countryside, not of the sophisticated concert-room.”

„Vaughan Williams' Romanze, nach dem Gedicht von Meredith „The Lark Ascending“ genannt, ragte vom Rest [des Abends] hervor als das einzige Werk im Programm, das es heiter verschmähte, sich den Moden von heute oder gestern anzudienen. Es träumte sich seinen Gang mit „vielen Brüchen ohne Unterlass“, und obwohl es niemals so gewaltig auftrat wie es in dem Gedicht heißt
Er ist der Tanz der Kinder, dank
den Sähern für die Schlüsselblumenfelder
so zeigt die Musik doch das reine Landleben und nicht den mondänen Konzertsaal.“

Der Gebrauch von Mustern einer pentatonischen Tonleiter befreit die Violine von einem starken klanglichen Zentrum und zeigt die impressionistische Seite von Vaughan Williams’ Stil. Die Kadenzen für die Solo-Violine sind ohne Taktlinien (senza misura) geschrieben, was ihnen eine Ahnung von meditativer Befreiung verleiht.